# Капела Светог Атанасија Великог у Врању
Капела Светог Атанасија Великог у Врању, насељеном месту на територији града Врања, православни је храм који припада Епархији врањској Српске православне цркве.
Капела у Касарни „Први пешадијски пук Књаз Милош Велики” посвећена Светом Атанасију Великом подигнута је 2014. године. Спомен овог Светитеља слави се 31. јануара, управо на дан када је 1878. године Врање ослобођено од Турака, те је у знак сећања на тај значајан историјски тренутак капела њему и посвећена.
Увођењем Војног свештенства у Војску Србије, створени су услови за верски живот у јединицама Војске Србије на територије Епархије врањске, коју покрива 4. бригада Копнене војске Србије, са Командом у Врању. Освећење капеле извршио је Епископ врањски Пахомије 31. јануара 2014. године, а капела је у богослужбеној употреби за верске потребе војника и старешина Војске Србије.